# Dacia Gamma

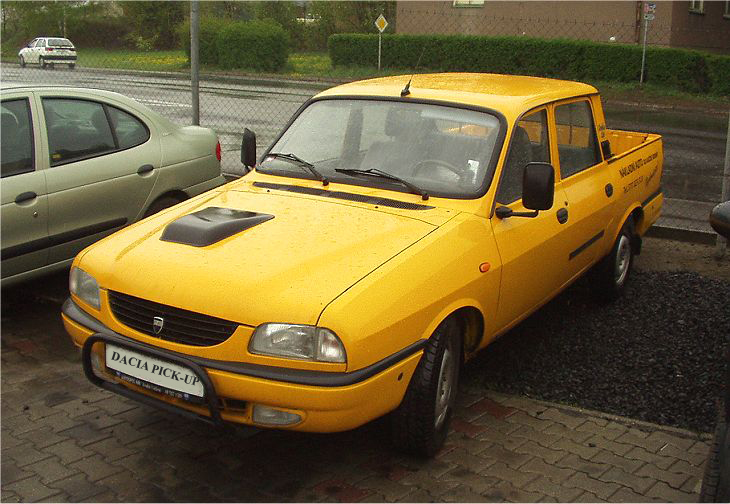
Dacia Double Cab (1992–2006)

Dacia Gamma (Dacia Pick-Up), var den första pick-up-modellen från den rumänska biltillverkaren Dacia. Första generationen Gamma introducerades 1975 och byggde på Dacia 1302 som i sin tur byggde på Renault 12. Den ersattes av nästa version 1983. 1992 introducerades även en fyradörrarsversion. Gamma fortsatte tillverkas fram till 2006 då den lades ned till förmån för den nya Dacia Logan Pick-up. När den lades ner var Gamma den sista av Dacias modeller som var baserad på Renault 12.